# Калининский военный округ
Кали́нинский вое́нный о́круг — оперативно-стратегическое территориальное объединение Вооружённых сил СССР, существовавшее в 1938—1940 годах.
Управление округа находилось в городе Калинине (ныне Тверь).

## История

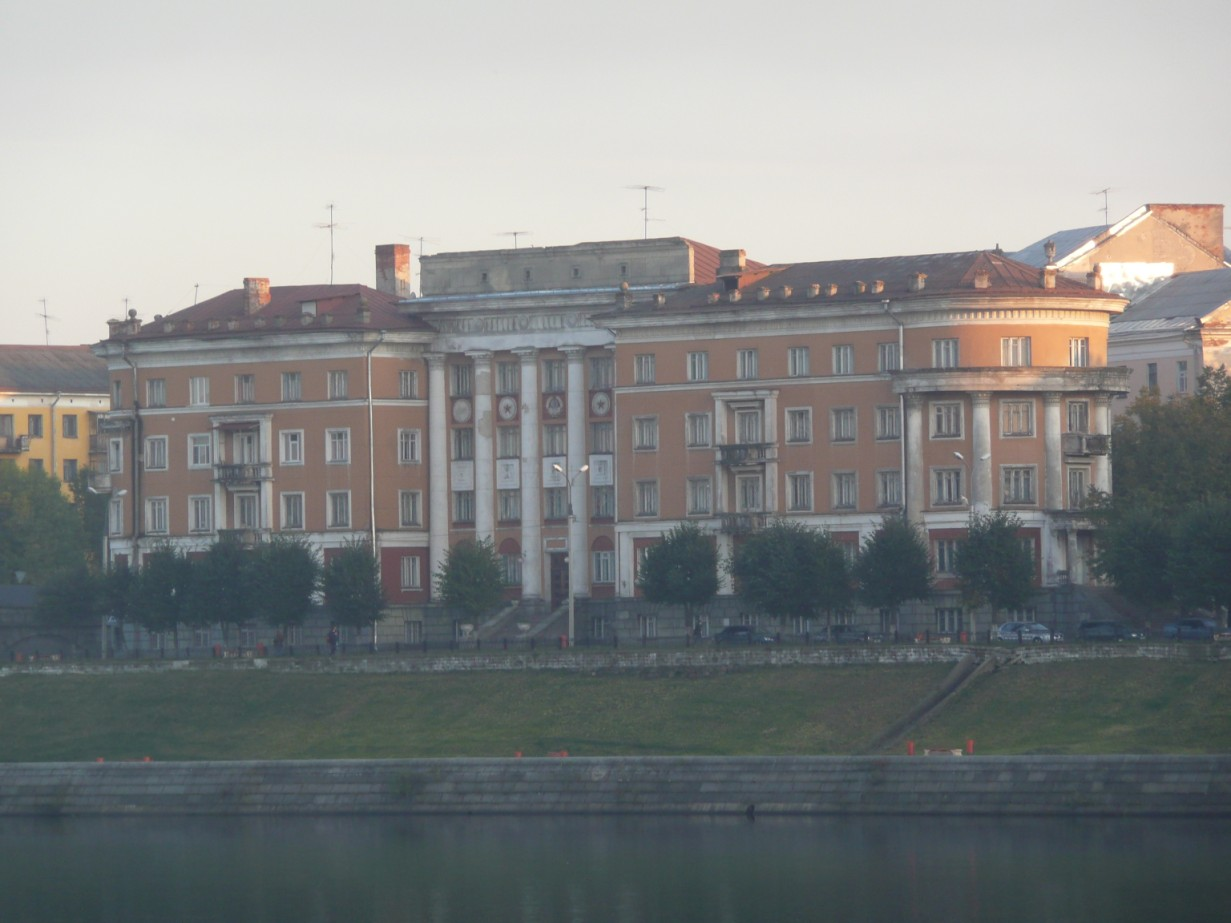
Здание в Твери, где располагался штаб округа.

Калининский военный округ был образован приказом Народного комиссара обороны СССР от 28 июля 1938 года № 0154. В состав округа входили территории Калининской и Ярославской областей, с 11 октября 1939 года — территории Калининской и Смоленской областей. Главной задачей округа являлось формирование новых воинских частей. Из состава округа большое количество частей было направлено на фронт советско-финской войны.
Приказом НКО СССР № 0141 от 11 июля 1940 года округ расформирован, а его управление обращено на формирование вновь образованного Прибалтийского военного округа. Территория включена в состав Западного Особого военного округа (Смоленская область), Прибалтийского Особого военного округа (западные районы Калининской области) и Московского военного округа (остальная территория Калининской области).

## Командование

### Командующие войсками округа
- 11 августа 1938 — 08 сентября 1939 — комдив, с февраля 1939 командарм 2-го ранга И. В. Болдин
- 11 октября 1939 — июль 1940 — командарм 2-го ранга В. Ф. Яковлев

### Начальники штаба округа
- август 1938 — июль 1939 — комбриг Е. Г. Троценко
- июль 1939 — июль 1940 — комбриг, с июня 1940 генерал-майор В. Н. Гордов

### Члены Военного совета
- август 1938 — июль 1939 — бригадный комиссар, с марта 1939 дивизионный комиссар А. В. Соколин
- июль 1939 — июнь 1940 — корпусной комиссар А. С. Николаев
- июнь 1940 — июль 1940 — корпусной комиссар И. З. Сусайков

## Состав, организация, дислокация Военно-воздушных сил Калининского военного округа
- на 20 октября 1939 года:
  - численность — 2918 человек[1]
  - окружное управление ВВС — штат 2/904[1]

## Источник
- Калининский военный округ // Военная энциклопедия / П. С. Грачёв. — Москва: Военное издательство, 1995. — Т. 3:«Д»—«Квартирьер». — С. 461. — 544 с. — 10 000 экз. — ISBN 5-203-00748-9.
- Калининский военный округ // «К-22» — Линейный крейсер / [под общ. ред. Н. В. Огаркова]. — М. : Военное изд-во М-ва обороны СССР, 1979. — (Советская военная энциклопедия : в 8 т. ; 1976—1980, т. 4). — С.46.
- Военный энциклопедический словарь. Москва-2002.